# Banco Votorantim
Banco Votorantim es un banco comercial brasileño, con sede en São Paulo.
Banco Votorantim está entre los diez bancos más grandes en funcionamiento en Brasil y América Latina por el criterio de los activos totales, que alcanzaron R$ 46,0 mil millones en 2005 - un aumento del 25,9% en comparación con el año anterior. Se destaca por la consistencia de los resultados, con un crecimiento anual promedio de 40% en los últimos cinco años, debido a la agilidad para anticiparse a las tendencias del mercado y la formación en la estructuración de las transacciones financieras adaptadas a sus clientes. Se encuentra entre las 600 mayores empresas nacionales y multinacionales establecidas en el país, los inversores institucionales y particulares con perfil privado. 
Su diversificada actuación incluye Banca Corporativa, mercados de capitales, tesorería, comercio internacional y gestión de los recursos de terceros, conducidos por la Votorantim Asset Management (VAM), la financiación al por menor, ofrecido por BV Financeira; las operaciones de arrendamiento mercantil, por la BV Leasing, y de corretaje, por la Votorantim Corredora de Títulos y Valores Inmobiliarios. 
Con sede en São Paulo, mantiene filiales en Río de Janeiro, Porto Alegre, Curitiba, Campinas y Nassau, Bahamas, además de una oficina de representación en Londres.
Fundado en 1988, como una distribuidora de valores inmobiliarios, pasó a trabajar tres años más tarde, como un banco comercial. Es parte de Votorantim, uno de los más grandes conglomerados de Iberoamérica.
La BV Financiera fue elegida por el Great Place to Work Institute (GPTW) como la vigésima segunda mejor empresa para trabajar en el Brasil.

## Venta al Banco do Brasil
El 9 de enero de 2009, el Banco do Brasil anunció, por R$ 4,95 billones, la compra del 49,9% de las acciones del Banco Votorantim, manteniendo Antônio Ermírio de Moraes el control accionario del banco.

## Inversiones
En 2022, Banco Votorantim era accionista minoritario del banco digital brasileño Neon, fundado en 2016.